# Cambarellus montezumae
Espèce
Synonymes
- Cambarellus (Cambarellus) montezumae (Saussure, 1857)[2]

Statut de conservation UICN

 LC  : Préoccupation mineure
Cambarellus montezumae ou Acocil est une espèce d’écrevisses de la famille des Cambaridae, endémique du Mexique.

## Étymologie
Le nom acocil vient du Nahuatl cuitzilli, qui signifie « tortueux de l'eau » ou « se tortille dans l'eau ». C'est un aliment traditionnel des Mexicains précolombiens, qui bouillaient ou cuisaient l'animal dans des tacos.

## Distribution
C'est une espèce commune dans son aire de répartition, devenant abondante dans certaines régions. Elle peut être trouvée dans un certain nombre de types d'habitats aquatiques, y compris les habitats artificiels tels que les canaux. Elle affectionne les zones à végétation aquatique, et elle s'enterre souvent parmi les racines.
Elle est endémique au Mexique, où elle est connue de Jalisco et Puebla.

## Description
Cette écrevisse naine peut grossir jusqu'à 4 cm pour les femelles et 3 cm pour les mâles. Elles vivent en moyenne 1 an et demi. Elle peut tolérer une gamme relativement large de températures, de pH et de concentrations d'oxygène.
Elle est considérée comme une espèce moins préoccupante par l'Union internationale pour la conservation de la nature (UICN), car elle est adaptable, ses populations sont stables, et elle ne fait face à aucune menace majeure. Les menaces mineures comprennent l'introduction de la carpe commune (Cyprinus carpio) dans la région. L'acocil est toujours une source de nourriture de subsistance pour les populations locales.

## Reproduction
Les femelles peuvent pondre jusqu’à 10-30 œufs pendant 4 semaines qui donnent naissance à des écrevisses miniatures qui sont la copie des parents. À la naissance, on distingue une proportion déséquilibrée entre les deux sexes. Il naît en effet quatre mâles pour une femelle. Une nourriture relativement riche en protéine est nécessaire pour le bon démarrage de la croissance des écrevisses, on peut ensuite passer à une nourriture plus « équilibrée » avec plus de végétaux.